# Mayagryllus
Mayagryllus is een geslacht van rechtvleugeligen uit de familie krekels (Gryllidae). De wetenschappelijke naam van dit geslacht is voor het eerst geldig gepubliceerd in 1993 door Desutter-Grandcolas & Hubbell.

## Soorten
Het geslacht Mayagryllus omvat de volgende soorten:
- Mayagryllus apterus Desutter-Grandcolas & Hubbell, 1993
- Mayagryllus petenensis Desutter-Grandcolas, 1997
- Mayagryllus tilaensis Desutter-Grandcolas, 1993
- Mayagryllus tumbalaensis Desutter-Grandcolas, 1993
- Mayagryllus yucatanus Hubbell, 1938